# 타오위안시립 구이산 국민중학
타오위안시립 구이산 국민중학(桃園市立龜山國民中學)은 타이완 타오위안시 구이산구에 있는 2004년에 설립된 대만 북부의 시립 중학교다.